# Record d'Europe de natation dames du 50 mètres papillon
Progression du record d'Europe de natation sportive dames pour l'épreuve du 50 mètres papillon en bassin de 50 et 25 mètres.

## Bassin de 50 mètres
| Temps                      | Athlète               | Naissance | Âge | Nationalité        | Compétition                  | Lieu       | Date              |
| -------------------------- | --------------------- | --------- | --- | ------------------ | ---------------------------- | ---------- | ----------------- |
| 27 s 75                    | Birte Weigang         | 1968      | 19  | Allemagne de l'Est |                              | Berlin-Est | 22 décembre 1987  |
| 27 s 57                    | Catherine Plewinski   | 1968      | 20  | France             | Jeux olympiques (s)          | Séoul      | 23 septembre 1988 |
| 27 s 54                    | Catherine Plewinski   | 1968      | 20  | France             | Jeux olympiques (f)          | Séoul      | 23 septembre 1988 |
| Record reconnu par la FINA |                       |           |     |                    |                              |            |                   |
| 26 s 54 RM                 | Inge de Bruijn        | 1973      | 26  | Pays-Bas           |                              | Amersfoort | 18 juin 1999      |
| 26 s 39 RM                 | Anna-Karin Kammerling | 1980      | 19  | Suède              |                              | Jönköping  | 15 juillet 1999   |
| 26 s 29 RM                 | Anna-Karin Kammerling | 1980      | 19  | Suède              | Championnats d'Europe (f)    | Istanbul   | 27 juillet 1999   |
| 25 s 83 RM                 | Inge de Bruijn        | 1973      | 27  | Pays-Bas           | Mare Nostrum                 | Monaco     | 20 mai 2000       |
| 25 s 64 RM                 | Inge de Bruijn        | 1973      | 27  | Pays-Bas           | Grand prix Speedo (s)        | Sheffield  | 26 mai 2000       |
| 25 s 57 RM                 | Anna-Karin Kammerling | 1980      | 22  | Suède              | Championnats d'Europe (f)    | Berlin     | 30 juillet 2002   |
| 25 s 46 RM                 | Therese Alshammar     | 1977      | 30  | Suède              | Mare Nostrum                 | Barcelone  | 13 juin 2007      |
| 25 s 44 RM                 | Therese Alshammar     | 1977      | 32  | Suède              | Championnats d'Australie (s) | Sydney     | 16 mars 2009      |
| 25 s 33 RM                 | Marleen Veldhuis      | 1979      | 30  | Pays-Bas           | Amsterdam swim cup (f)       | Amsterdam  | 19 avril 2009     |
| 25 s 28 RM                 | Marleen Veldhuis      | 1979      | 30  | Pays-Bas           | Championnats du monde (d)    | Rome       | 31 juillet 2009   |
| 25 s 07 RM                 | Therese Alshammar     | 1977      | 32  | Suède              | Championnats du monde (d)    | Rome       | 31 juillet 2009   |
| 24 s 43 RM                 | Sarah Sjöström        | 1993      | 20  | Suède              | Championnats de Suède (f)    | Borås      | 5 juillet 2014    |

## Bassin de 25 mètres
| Temps      | Athlète               | Naissance | Âge | Nationalité | Compétition               | Lieu          | Date             |
| ---------- | --------------------- | --------- | --- | ----------- | ------------------------- | ------------- | ---------------- |
| 27 s 15    | Johanna Sjöberg       |           |     | Suède       |                           | Rostock       | 13 décembre 1996 |
| 26 s 97    | Sandra Völker         |           |     | Allemagne   |                           | Gelsenkirchen | 2 février 1997   |
| 26 s 90    | Inge de Bruijn        | 1973      | 25  | Pays-Bas    |                           | Gelsenkirchen | 22 mars 1998     |
| 26 s 61    | Inge de Bruijn        | 1973      | 25  | Pays-Bas    |                           | Imperia       | 26 mars 1998     |
| 26 s 54    | Inge de Bruijn        | 1973      | 25  | Pays-Bas    | Championnats d'Europe     | Sheffield     | 11 décembre 1998 |
| 26 s 09    | Inge de Bruijn        | 1973      | 25  | Pays-Bas    | Championnats d'Europe     | Sheffield     | 11 décembre 1998 |
| 25 s 64 RM | Anna-Karin Kammerling | 1980      | 19  | Suède       | Championnats d'Europe     | Lisbonne      | 10 décembre 1999 |
| 25 s 60 RM | Anna-Karin Kammerling | 1980      | 20  | Suède       | Championnats d'Europe     | Valence       | 15 décembre 2000 |
| 25 s 36 RM | Anna-Karin Kammerling | 1980      | 21  | Suède       |                           | Stockholm     | 25 janvier 2001  |
| 25 s 33 RM | Anna-Karin Kammerling | 1980      | 25  | Suède       |                           | Göteborg      | 12 mars 2005     |
| 25 s 31 RM | Therese Alshammar     | 1977      | 31  | Suède       | Coupe du monde (f)        | Stockholm     | 12 novembre 2008 |
| 25 s 21    | Hinkelien Schreuder   | 1984      | 24  | Pays-Bas    | Championnats d'Europe (f) | Rijeka        | 12 décembre 2008 |
| 24 s 75 RM | Therese Alshammar     | 1977      | 32  | Suède       | Coupe du monde (f)        | Durban        | 17 octobre 2009  |
| 24 s 46 RM | Therese Alshammar     | 1977      | 32  | Suède       | Coupe du monde (f)        | Stockholm     | 11 novembre 2009 |
| 24 s 38 RM | Therese Alshammar     | 1977      | 32  | Suède       | Coupe du monde (f)        | Singapour     | 22 novembre 2009 |